# Новомиколаївка (Новоархангельський район)
Новомикола́ївка — колишнє село в Україні, підпорядковувалося Скалівсько-Хутірській сільській раді Новоархангельському району Кіровоградської області. Зняте з обліку 18 листопада 2011 року.

## Населення
Згідно з переписом УРСР 1989 року чисельність наявного населення села становила 3 особи, з яких 1 чоловік та 2 жінки.
За переписом населення України 2001 року в селі ніхто не мешкав.